# الحرب البيزنطية الروسية (1043)
الحرب البيزنطية الروسية (1043) هي آخر حرب بين البيزنطيين والروس، وكانت في جوهرها غارةً بحريةً فاشلةً ضد القسطنطينية بتحريض من ياروسلاف الحكيم، قادها ابنه الأكبر فلاديمير نوفغورود في عام 1043.
هناك اختلاف حول أسباب الحرب ومسارها. ترك مايكل بسيلوس، وهو شاهد عيان على المعركة، روايةً توضح بالتفصيل كيف قُضيَ على الغزو الكييفي من قبل أسطول إمبراطوري متفوق بالنار الإغريقية قبالة سواحل الأناضول. وفقًا للسجلات السلافية، دمّرت عاصفةٌ الأسطولَ الروسي.
أرسل البيزنطيون سربًا من 14 سفينة لملاحقة القوارب الروسية المتناثرة. لقد أغرقهم الأدميرال الروثيني إيفان تفوريميتش، الذي تمكن أيضًا من إنقاذ الأمير فلاديمير بعد غرق السفينة. كان الحرس الفارانجي حاضرًا أيضًا. أُلقيَ القبض على وحدة روثينية قوامها 6000 جندي تحت قيادة فيشاتا، لم تشارك في أي عمل بحري، وجرى ترحيلها إلى القسطنطينية. أصيب 800 من السجناء الروثينيين بالعمى.
سُمح لفيشاتا بالعودة إلى كييف عند إبرام معاهدة السلام بعد ثلاث سنوات. بموجب شروط التسوية السلمية، تزوج فسيفولود ياروسلافوفيتش ابن ياروسلاف من ابنة الإمبراطور قسطنطين التاسع. اتخذ ابن فسيفولود من هذه الأميرة اسم جده لأمه وأصبح يعرف باسم فلاديمير مونوماخ.

### فهرس المراجع
- جورج فيرنادسكي . الحرب البيزنطية الروسية عام 1043. "Sudostforschungen" Bd. ثاني عشر. ميونخ 1953 ، س 47-67.
- أندريه بوبي. لا ديرنيير إكسبيديشن روسي كونتري القسطنطينية. "Byzantinoslavica" XXXII / I ، 1971 ، ق. 1-29.
- Брюсова В. Г. Русско-византийские отношения середины XI века. // Вопросы истории ، 1973 ، №3 ، الصفحات 51-62.
- سفيرير جاكوبسون ، الفارانجيون: في نار الله المقدسة (بالجريف ماكميلان ، 2020) ، ص 81-83.(ردمك 978-3-030-53797-5)رقم ISBN 978-3-030-53797-5